# Tony Martin (zpěvák)
Anthony Philip Harford (* 19. dubna 1957) je rockový zpěvák, který se stal známým svým působením ve skupině Black Sabbath mezi roky 1987 a 1991 a 1993 až 1997. Po Ozzym vydržel se skupinou druhou nejdelší dobu jako zpěvák. Po odchodu od Black Sabbath se zapojoval do různých projektů (např. Tony Martin Band, M3, The Alliance, Misha Calvin, The Cage, Giuntini Project II, album Psychofantasy kapely Phenomena).
Navzdory tomu, že vystupuje jako vokalista, je také multiinstrumentalistou a v jednom rozhovoru tvrdil, že umí hrát na kytaru, baskytaru, bicí, housle, klávesy, harmoniku, dudy, a Panovu flétnu. To dokázal i na svém albu z roku 2005 (Scream), kde zpíval, hrál na baskytaru, bicí, housle a nahrál i dodatečné kytarové party.

## Diskografie

### Black Sabbath
Studiová alba:
- The Eternal Idol (1987)
- Headless Cross (1989)
- Tyr (1990)
- Cross Purposes (1994)
- Forbidden (1995)

Koncertní alba:
- Cross Purposes Live (1995)

Kompilace:
- The Sabbath Stones (1996)

### Aldo Giuntini
- The Giuntini Project II (1999)
- The Giuntini Project III (2006)

### Dario Mollo
- The Cage (1999)
- The Cage 2 (2002)
- The Third Cage (2012)

### Empire
- Trading Souls (2002)
- Raven Ride (2005)

### Rondinelli
- Our Cross, Our Sins (2002)

### Sólo
- Back Where I Belong (1992)
- Scream (2005)
- The Book Of Shadows (TBA)
- Thorns (2022)

## Současní členové Martinovy kapely
- Tony Martin – zpěv, bicí, baskytara, housle, kytara
- Geoff Nicholls – klávesy
- Joe Harford – kytara
- Jamie Mallender- baskytara
- Danny Needham – bicí

### Koncertní sestava
- Rolf Munkes – kytara
- Joe Harford – kytara (Martinův syn)
- Geoff Nicholls – klávesy
- Jamie Mallender – baskytara
- Danny Needham – bicí